# Chiaia

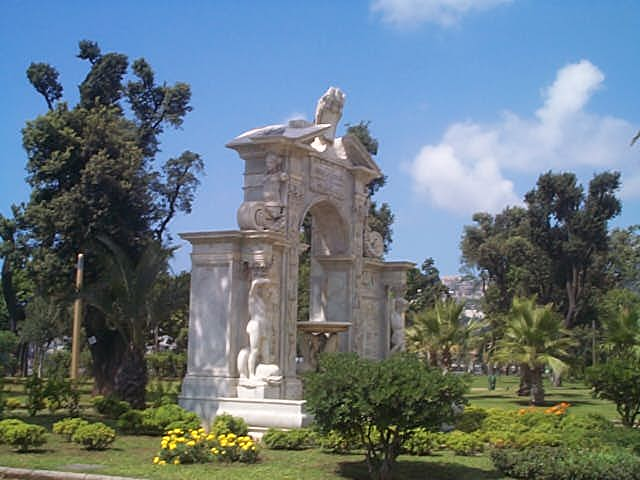
Une des nombreuses fontaines de la Villa Comunale de Naples.

Chiaia (prononcé : [ˈkjaːja][ˈkjaːja]) est un quartier voisin du front de mer de Naples, délimité par la Piazza Vittoria à l'est et Mergellina à l'ouest. Le plus important point de repère dans la zone est le grand parc public de la Villa Comunale. Historiquement, il s'est développé à la fin du XVIe siècle et au début du XVIIe siècle, lorsque les dirigeants espagnols de Naples ont ouvert la ville à l'ouest de ses anciennes limites.
Chiaia est l'un des quartiers les plus riches de Naples. De nombreuses marques de luxe ont leur boutique, et l'on y trouve de grandes écoles et d'importants lycées.

La poètesse de la Renaissance Laura Terracina est née à Chiaia et y a grandi.

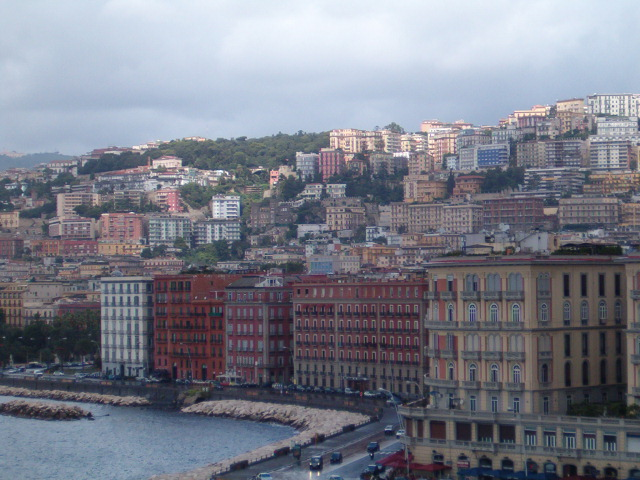
Riviera di Chiaia
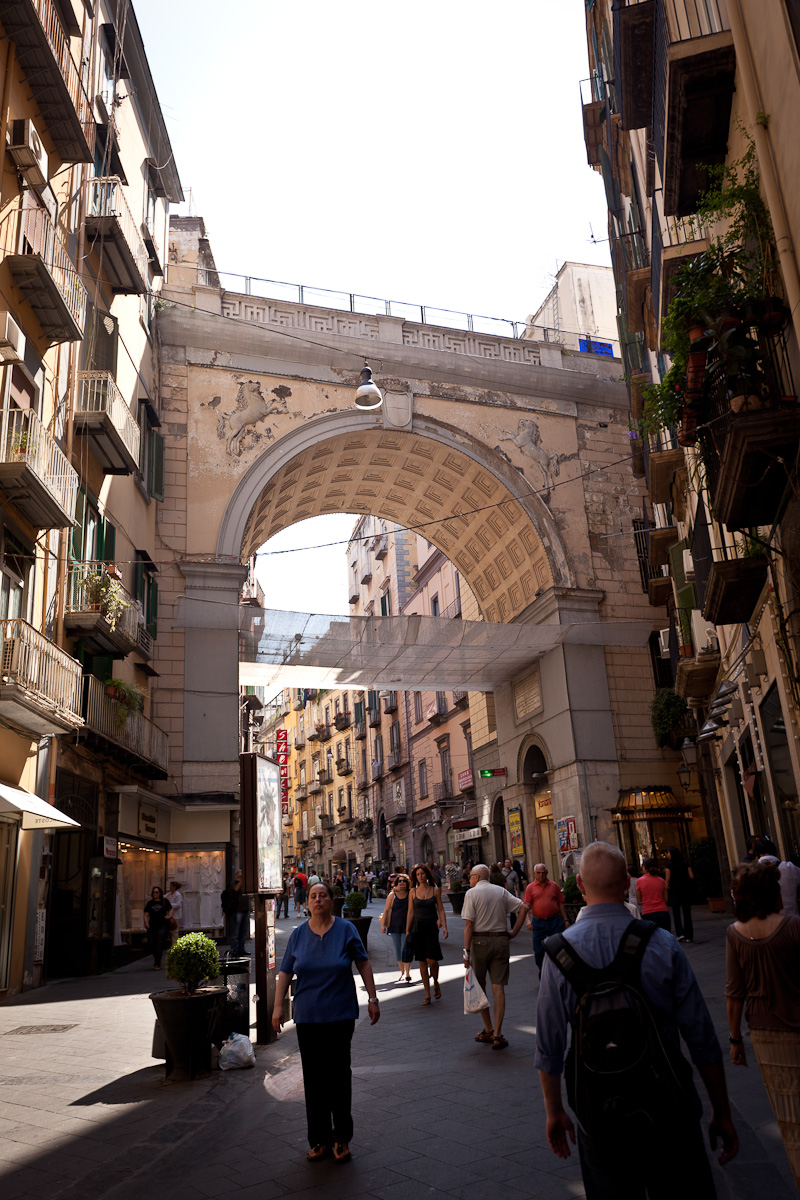
Pont de Chiaia
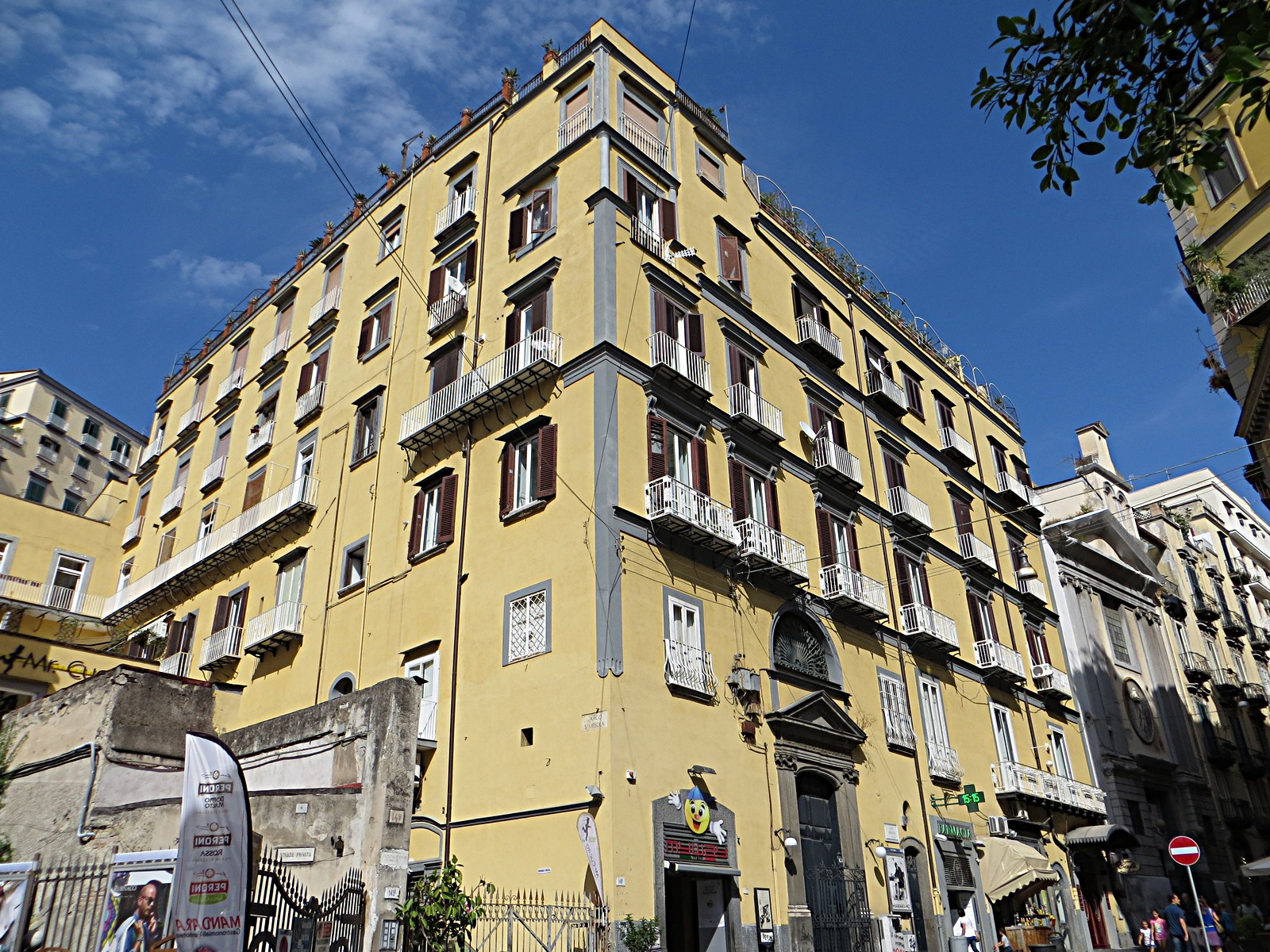
Via Chiaia
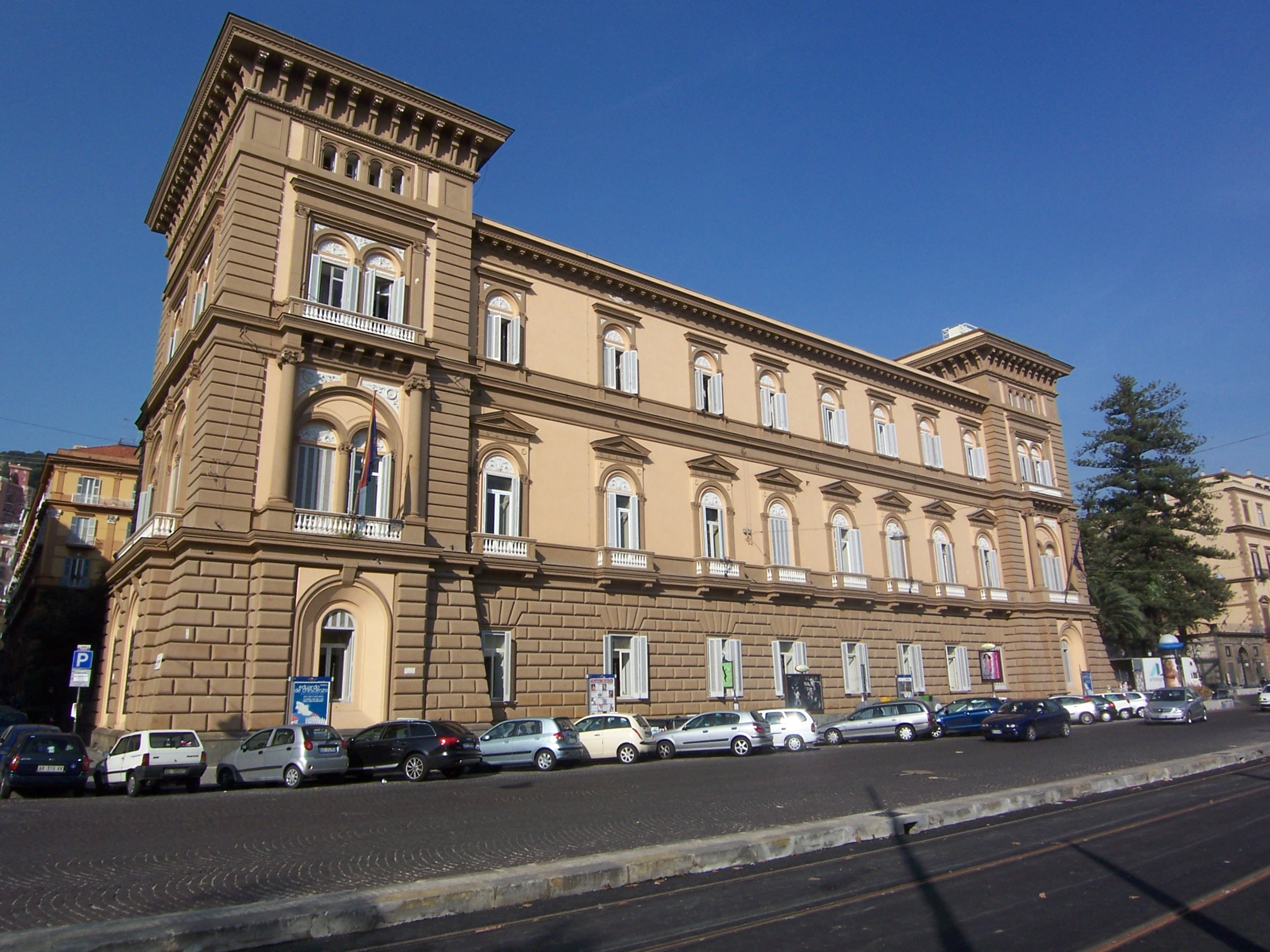
Palazzo Caravita di Sirignano
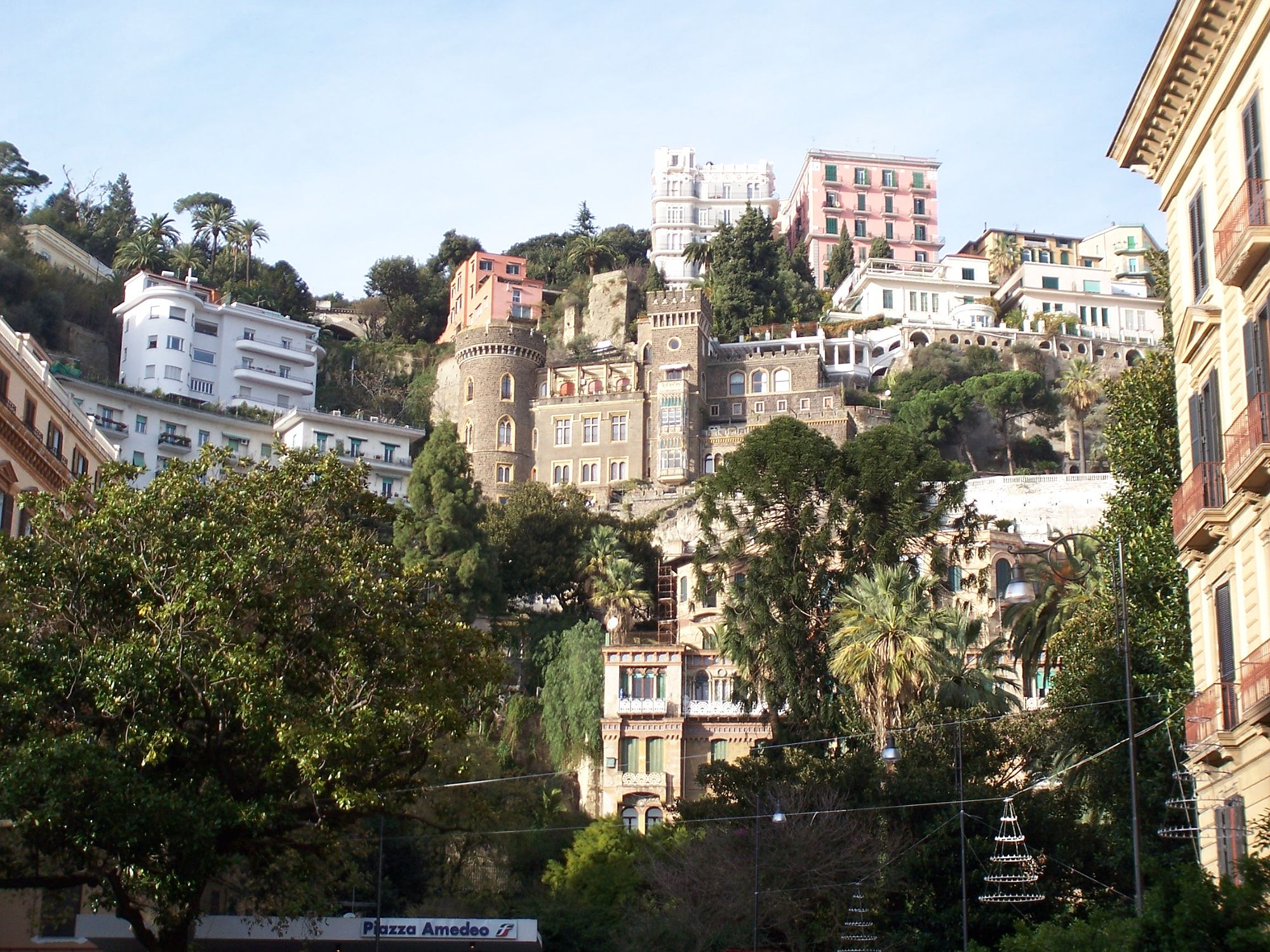
Parco Grifeo
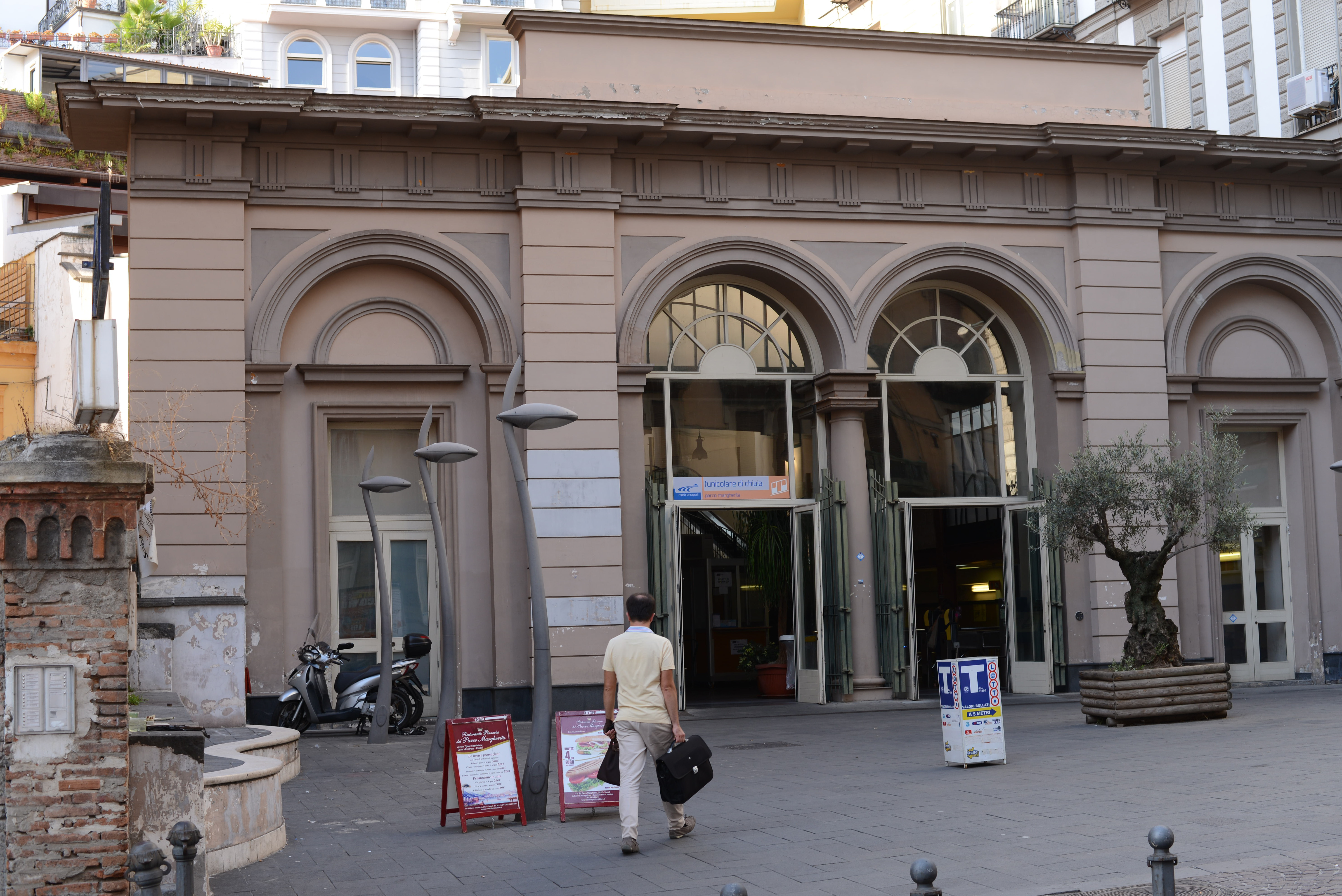
Funiculaire de Chiaia

## Bâtiments civils principaux
- Castel dell'Ovo (forteresse médiévale)
- Fontaine du Sebeto
- Villa Pignatelli (villa néoclassique)
- Palazzo Ravaschieri (palais baroque)
- Palazzo Caracciolo di Torella (palais baroque)
- Pont de Chiaia
- Château Aselmeyer (château néogothique)
- Palais des Arts de Naples (palais Carafa di Roccella)
- Palazzo Caravita di Sirignano (palais néo Renaissance)
- Palazzo Cottrau Ricciardi (éclectique)
- Palazzo Guevara di Bovino (néo-Renaissance)
- Palazzo Mannajuolo (palais Liberty)
- Villa Paradisiello (villa Liberty)
- Palazzo Leonetti (palais Liberty)
- Palazzo Acquaviva Coppola (palais Liberty)
- Palazzo Nunziante
- Palazzo Berlingieri (néo-Renaissance)

## Édifices religieux
- Église Santi Giovanni e Teresa
- Église Pasquale a Chiaia
- Eglise Sant'Orsola a Chiaia
- Eglise Santa Caterina a Chiaia
- Synagogue de Naples
- Église Santa Maria Apparente
- Santa Maria del Parto un Mergellina
- Santa Maria della Neve à San Giuseppe
- Église Santa Maria della Vittoria
- Eglise Santa Maria di Piedigrotta
- Église Santa Maria in Portico
- Eglise Santa Teresa a Chiaia
- Église de l'Ascension de Chiaia